# Capsulite rétractile de l'épaule
 Mise en garde médicale
La capsulite rétractile, ou « épaule gelée », est une affection douloureuse de l'épaule responsable d'une impotence fonctionnelle majeure du membre atteint. Cette affection est actuellement classée parmi les raideurs de l'épaule et rentre dans le cadre nosologique du syndrome douloureux régional complexe de type I (SDRC I).

## Épidémiologie
La maladie atteint l'adulte d'environ 50 ans, un peu plus souvent la femme. Elle peut être bilatérale dans un cas sur cinq.

## Étiologie

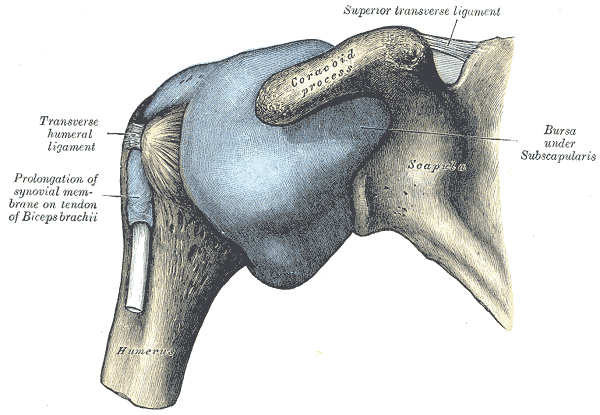
L'articulation scapulo-humérale et sa capsule articulaire.

Le terme de « capsulite rétractile » apparaît en 1945, et, depuis cette date, il est admis que l'enraidissement de l'épaule est en rapport avec une inflammation de la synoviale qui entraîne la fibrose de la capsule articulaire.
Différentes explications physiopathologiques ont été avancées, mais aucune ne semble prépondérante (rôle de facteurs de croissance, des métalloprotéases, d'anticorps antivimentine…), et, depuis 1952, on admet que toute cause active sur la synoviale peut être responsable du tableau clinique.
La capsulite rétractile survient le plus souvent après un traumatisme du membre supérieur, surtout si celui-ci a été l'occasion d'une immobilisation prolongée ; mais on la décrit également au cours de maladies cardio-vasculaires (dans les suites d'un infarctus), de maladies neurologiques (AVC, Parkinson), de maladies métaboliques (diabète, dysfonctionnement thyroïdien) ou de maladies pulmonaires. On décrit également des capsulites rétractiles dans les suites d’une radiothérapie axillaire ou sus-claviculaire, et, plus rarement, après la prise prolongée de barbituriques ou la prise de certains traitements antituberculeux (isoniazide et éthambutol). Certains auteurs notent une prédominance féminine, surtout en période périménopausique.
Mais, souvent, on ne retrouve aucune cause évidente, si ce n'est, parfois, un traumatisme psychique. Une étude montre que dans 60 % des cas, il y a une infection (biofilm) par la bactérie Propionibacterium acnes.
Il existe possiblement une cause génétique.

## Clinique
Cliniquement, on constate une épaule bloquée (« épaule gelée » des anglo-saxons frozen shoulder).
Elle évolue en trois phases :
- une phase algique avec douleur diurne et nocturne, voire insomniante. Les mouvements augmentent l'intensité de la douleur, et le patient va progressivement limiter ceux-ci, d'abord en abduction puis en rotation externe.
- une phase de blocage proprement dit avec une limitation très importante de toutes les amplitudes (abduction, adduction, rotation, anté- et rétropulsion), la plus marquée étant l'abduction (le malade ne peut écarter le coude du corps qu'en faisant basculer son omoplate). Cette phase s'accompagne d'une diminution progressive des symptômes douloureux. La capsulite rétractile peut être associée à une algodystrophie du membre supérieur (syndrome épaule-main) avec des troubles vasomoteurs, des douleurs, un œdème de la main et parfois des troubles trophiques.

- une phase de récupération fonctionnelle : la raideur articulaire est quasiment indolore et s'estompe ; le malade récupère progressivement ses amplitudes articulaires, mais cette récupération peut durer plusieurs mois.

Pour faire un parallèle entre la clinique et les constatations arthroscopiques, Neviaser décrit quatre stades « virtuels » dans l'évolution d'une épaule gelée :
- le stade I correspond à la perte progressive des amplitudes passives ; c'est un stade douloureux qui évolue au maximum en trois mois et qui est facilement récupérable. L'arthroscopie retrouve un aspect de synovite inflammatoire hypertrophique avec une fibrose peu importante. L'examen anatomopathologique note une synoviale peu remaniée avec un infiltrat inflammatoire modéré. La récupération est assez rapide car la raideur n'est due qu'à l'inflammation de la synoviale (et non pas à une fibrose).

- au stade II on note une diminution marquée des amplitudes passives et une augmentation des phénomènes douloureux ; cette phase évolue entre les 3e à 9e mois. L'arthroscopie retrouve une diminution de volume de la capsule articulaire et une inflammation synoviale très marquée et hypervascularisée. La biopsie de la synoviale montre une synovite hypervascularisée. La fibrose de la capsule rend la récupération irréversible (à court ou moyen terme).

- le stade III est moins douloureux, la raideur articulaire est persistante. Ce stade évolue entre les 9e et 14e mois et la douleur a nettement diminué. L'arthroscopie note une rétraction capsulaire avec un aspect fibreux, peu vascularisé. L'examen anatomopathologique retrouve du tissu collagène dense avec hypercellularité. On note toujours une raideur articulaire, et la diminution des phénomènes inflammatoires explique la diminution de la douleur.

- au stade IV, les amplitudes passives récupèrent progressivement et la douleur a quasiment disparu.

La récupération peut être toutefois incomplète mais les symptômes sont, alors, mineurs. Il ne semble pas exister de rechute.

## Anatomo-pathologie
À l'examen macroscopique, la capsulite rétractile correspond à un épaississement (jusqu'à 2 mm parfois), un raccourcissement et à une sclérose de la capsule articulaire gléno-humérale ;
le raccourcissement est tel qu'il est impossible d'écarter les deux surfaces articulaires (on peut les écarter d'1 cm sur une épaule saine).
Lors de l'intervention on retrouve ces lésions dans la majorité des cas avec parfois des lésions associées :
- une rétraction du muscle sous-scapulaire qui peut aller jusqu'à sa quasi-disparition ;
- une bursite sous-acromio-claviculaire ;
- des adhérences au niveau de la bourse séreuse sous-scapulaire ;
- une tendinite du long biceps ;
- une hypertrophie du ligament acromio-coracoïdien ;
- et des adhérences intra-articulaires qui peuvent être parfois les seules lésions retrouvées.

À l'examen microscopique, on retrouve un épaississement fibreux de la capsule avec quelques éléments inflammatoires.

## Examens complémentaires
La radiographie de l'épaule est peu contributive, de même que la scintigraphie osseuse. Elles ne donneront des éléments de diagnostic qu'en cas de syndrome épaule-main associé : hyperfixation au niveau de la tête humérale  à la scintigraphie, et aspect moucheté de déminéralisation hétérogène à la radiographie, mais avec un interligne articulaire conservé. Les images sont plus faciles à interpréter en présence de clichés controlatéraux comparatifs. À noter que les images radiologiques sont toujours en retard par rapport à la situation clinique.
L'IRM et l'arthro-scanner sont les examens de choix car ils permettent de visualiser les différents éléments précédemment décrits. L'IRM retrouve un comblement du triangle graisseux rétrocoracoïdien qui serait pathognomonique (spécificité variant de 60 % à 100 % et sensibilité de 30 % à 77 %), une réaction synoviale et une inflammation des structures ligamentaires et périarticulaires après l'injection de gadolinium.
L'arthrographie qui offre en plus de son intérêt diagnostic une possibilité thérapeutique en dilatant la capsule articulaire par hyperpression libérant ainsi des adhérences. Elle montre une diminution importante du volume articulaire (normalement de 38 cm3, elle peut diminuer jusqu'à 10 à 12 cm3).

## Traitement
Il consiste à calmer la douleur et à lutter contre l'enraidissement.
Il est variable et ne fait pas l'objet d'un consensus au sein des rhumatologues car les résultats sont souvent décevants. Aucun traitement n'a montré clairement sa supériorité par rapport aux autres.
- médicamenteux : utile au stade douloureux, il comprend AINS et antalgiques. On y associe le plus souvent des infiltrations intra-articulaires de corticoïdes solubles[16], parfois additionnés d'un anesthésique local. Au stade de blocage, même si la douleur n'est plus au premier plan, on peut répéter ces infiltrations car elles facilitent la rééducation qui est moins douloureuse. L'hydrodilatation consiste en l'injection d'un liquide dans la cavité articulaire permettant la dilatation de cette dernière. Le bénéfice de la procédure semble toutefois faible[17].
- rééducation fonctionnelle : la kinésithérapie est le traitement de choix de cette affection (voir par exemple ce protocole[18]). Cette rééducation commence le plus précocement possible et, classiquement, ne doit en aucun cas être douloureuse ; cependant une étude de 2006 montre que les patients qui s'astreignent à une autorééducation à base d'un protocole d'exercices établi sur la base de gestes de la vie quotidienne, en s'efforçant d'aller au-delà du seuil douloureux, obtiennent des résultats plus rapides[19]. Les séances sont pluriquotidiennes (5 à 6 par jour), il est donc préférable de les effectuer en centre de réadaptation. Les résultats obtenus par rééducation seule sont souvent longs ; il est parfois difficile de dire si l'amélioration obtenue est le fait de la rééducation ou de l'évolution naturelle de l'affection. L'hydrothérapie (en piscine) amène un gain de temps et peut permettre une récupération fonctionnelle en 3 à 6 mois. La physiothérapie est utilisée pour ses actions antalgique et relaxante ; la thermothérapie, c'est-à-dire l'alternance de chaud et de froid, (chaud avant l'exercice pour son effet vasodilatateur et froid après pour diminuer l'inflammation) parce qu'elle diminue les contractures musculaires[réf. nécessaire], sous la forme de fangothérapie ou de « hot pack » et les ultrasons en application directe sur l'épaule (les ultrasons sont antalgiques[réf. nécessaire], spasmolytiques[réf. nécessaire] et réducteurs de la sclérose[réf. nécessaire]) ou au niveau du ganglion stellaire. Les ionisations de différents produits antalgiques ou anti-inflammatoires (par exemple : iodure de potassium à 1 %) par l'intermédiaire de courants unidirectionnels d'électrothérapie.[réf. nécessaire]
- chirurgical : passé ce délai, si aucune récupération n'est obtenue, on peut envisager une mobilisation de l'articulation sous anesthésie générale, suivie d'une prise en charge très rapide en kinésithérapie. La procédure peut être répétée en cas d'échec[20]. Toutefois, le bénéfice de cette mobilisation semble être faible[21]. La chirurgie est quasiment toujours réfutée car elle recrée un traumatisme qui peut être responsable d'une reprise évolutive de la maladie. L'arthroscopie peut être cependant bénéfique en créant une dilatation de la capsule articulaire ; elle permet de plus de prendre en charge les lésions surajoutées. L'arthrolyse par arthroscopie donne généralement de bons résultats en six à huit semaines, à condition d'assurer une antalgie efficace en post-opératoire et d'entreprendre une rééducation adaptée dans les suites immédiates[22].
- Microchirurgical: un traitement par embolisation artérielle de l’épaule réduit notablement l'inflammation[23].